# チェリャビンスク駅
チェリャビンスク駅（チェリャビンスクえき、ロシア語: Станция Челябинск-Главный）は、ロシア連邦チェリャビンスク州のチェリャビンスクの中心駅である。

## 概要
モスクワから2101km（サマーラ経由）、1984km（ウリヤノフスク経由）地点に位置する。貨客共に扱う駅であり、ホームは8面70線である。シベリア鉄道の正式な起点駅でもあり、チェリャビンスク鉄道博物館が併設されている。

## 歴史
南ウラル地域の鉄道建設はウラル・シベリア地域の天然資源の需要が増加したことにより輸送手段が必要になったことに始まる。1891年にはシベリア鉄道の建設が決定された。
1888年にはモスクワ - ウファ間の鉄道が開業し、1892年10月25日にはチェリャビンスクまで延伸された。この時点での所属はサマーラ・ズラトウースト鉄道であった。1895年にチェリャビンスク - クルガン - ペトロパブル - オムスク - オビ川まで開通し、翌1896年に本部がエカテリンブルクに設置された。シベリア鉄道の建設は都市の発展をも強く後押しし、ロシア屈指の穀物や石油、肉、紅茶などの市場も形成された。

## 列車
- 2016年現在

| 列車番号                | 運行区間                                | 列車番号                | 運行区間                                |
| ----------------------- | --------------------------------------- | ----------------------- | --------------------------------------- |
| 11                      | チタ - チェリャビンスク                 | 12                      | チェリャビンスク - チタ                 |
| 13 (南ウラル号)         | チェリャビンスク - モスクワ             | 14(南ウラル号)          | モスクワ - チェリャビンスク             |
| 39 (バシコルトスタン号) | ウファ - モスクワ                       | 40 (バシコルトスタン号) | モスクワ - ウファ                       |
| 57                      | イルクーツク - キスロヴォツク           | 58                      | キスロヴォツク - イルクーツク           |
| 59                      | ノヴォクズネツク - キスロヴォツク       | 60                      | キスロヴォツク - ノヴォクズネツク       |
| 83                      | カラガンダ - モスクワ                   | 84                      | モスクワ - カラガンダ                   |
| 87                      | ニジネヴァルトフスク - サマーラ         | 88                      | サマーラ - ニジネヴァルトフスク         |
| 97                      | ティンダ - キスロヴォツク               | 98                      | キスロヴォツク - ティンダ               |
| 101                     | ニジネヴァルトフスク - ペンザ           | 102                     | ペンザ - ニジネヴァルトフスク           |
| 103                     | ウファ - サラトフ                       | 104                     | サラトフ - ウファ                       |
| 113                     | チェリャビンスク - キスロヴォツク       | 114                     | キスロヴォツク - チェリャビンスク       |
| 121                     | エカテリンブルク - オレンブルク         | 122                     | オレンブルク - エカテリンブルク         |
| 123                     | ノヴォシビルスク - ベルゴロド           | 124                     | ベルゴロド - ノヴォシビルスク           |
| 127                     | クラスノヤルスク - アドレル             | 128                     | アドレル - クラスノヤルスク             |
| 129                     | クラスノヤルスク - アナパ               | 130                     | アナパ - クラスノヤルスク               |
| 133                     | ウラジオストク - ペンザ                 | 134                     | ペンザ - ウラジオストク                 |
| 145                     | サンクトペテルブルク - チェリャビンスク | 146                     | チェリャビンスク - サンクトペテルブルク |
| 147                     | ニジネヴァルトフスク - アストラハン     | 148                     | アストラハン - ニジネヴァルトフスク     |
| 191                     | チェリャビンスク - サンクトペテルブルク | 192                     | サンクトペテルブルク - チェリャビンスク |
| 317                     | カラガンダ - バラーナヴィチ             | 318                     | バラーナヴィチ - カラガンダ             |
| 331                     | ノヴィ・ウレンゴイ - ウファ             | 332                     | ウファ - ノヴィ・ウレンゴイ             |
| 343                     | チェリャビンスク - アドレル             | 344                     | アドレル - チェリャビンスク             |
| 345                     | ニジネヴァルトフスク - アドレル         | 346                     | アドレル - ニジネヴァルトフスク         |
| 359                     | ニジネヴァルトフスク - ウファ           | 360                     | ウファ - ニジネヴァルトフスク           |
| 365                     | チェリャビンスク - タシュケント         | 366                     | タシュケント - チェリャビンスク         |
| 373                     | チュメニ - マハチカラ                   | 374                     | マハチカラ - チュメニ                   |
| 379                     | オレンブルク - ノヴィ・ウレンゴイ       | 380                     | ノヴィ・ウレンゴイ - オレンブルク       |
| 389                     | チェリャビンスク - ノヴィ・ウレンゴイ   | 390                     | ノヴィ・ウレンゴイ - チェリャビンスク   |
| 391                     | チェリャビンスク - モスクワ             | 392                     | モスクワ - チェリャビンスク             |
| 399                     | トムスク - アナパ                       | 400                     | アナパ - トムスク                       |
| 425                     | チェリャビンスク - カリーニングラード   | 426                     | カリーニングラード - チェリャビンスク   |
| 803                     | クルガン - チェリャビンスク             | 804                     | チェリャビンスク - クルガン             |
| 805                     | エカテリンブルク - チェリャビンスク     | 806                     | チェリャビンスク - エカテリンブルク     |